# Bitwa pod Śmiałą
Bitwa pod Śmiałą (nad rzeczką Taszłyk) – starcie zbrojne, które miało miejsce dnia 19 czerwca 1674 r. w trakcie walk moskiewsko-kozackich.
Po porażkach z Moskwą w pierwszej połowie 1674 r., późną wiosną tego samego roku Piotrowi Doroszence przyszły z pomocą wojska tatarskie pod wodzą Dżambet Gareja. Dzięki tej pomocy Doroszenko przeszedł do kontrofensywy, odzyskując w krótkim czasie Kaniów i Korsuń oraz obległ Czerkasy. Latem wojska rosyjskie podjęły kolejne działania i w dniu 19 czerwca 1674 r. w bitwie nad rzeczką Taszłyk pod Śmiałą rozbiły wojska kozacko-tatarskie pod wodzą Andrzeja Doroszenki (brata Piotra). Ranny Andrej zbiegł do Czehrynia. Prawobrzeżna Ukraina ponownie dostała się pod panowanie moskiewskie. 